# 1900年パリオリンピックのオーストリア選手団
1900年パリオリンピックのオーストリア選手団（1900ねんパリオリンピックのオーストリアせんしゅだん）は、1900年5月14日から10月28日にかけてフランスの首都パリで開催された1900年パリオリンピックのオーストリア選手団、およびその競技結果。

## 概要
今大会は銀メダル3個、銅メダル3個の合計6個のメダルを獲得した。

## メダル
| メダル | 選手名             | 競技 | 種目            |
| ------ | ------------------ | ---- | --------------- |
| 銀     | カール・ルベール   | 競泳 | 男子200m背泳ぎ  |
| 銀     | オットー・ヴァーレ | 競泳 | 男子1000m自由形 |
| 銀     | オットー・ヴァーレ | 競泳 | 男子200m障害    |
| 銅     | カール・ルベール   | 競泳 | 男子200m自由形  |